# Carl Friedrich Glasenapp
Carl Friedrich Glasenapp, född den 3 oktober 1847 i Riga, Livland, Ryssland, död den 14 april 1915, var en balttysk filolog och musikskriftställare.
Glasenapp var författare till den största och i många avseenden grundläggande biografin över Richard Wagner, ett verk, som ursprungligen utgavs i 2 band (1876—77), men senare med stor flit och omsorg omarbetades och utvidgades och utkom i 3:e upplagan under titeln Das Leben Richard Wagners in sechs Büchern dargestellt (1894—1911).
Glasenapp, som var docent i tyska språket och litteraturen vid Polyteknikum i Riga, med titeln kejserligt ryskt statsråd och professor, författade också mindre arbeten rörande Wagners liv och verk samt en liten skrift om Siegfried Wagner. I Wagner-lexikon (med Heinrich von Stein, 1883) och Wagner-encyklopädie (2 band, 1891) sökte han belysa
Baireuthmästarens konst- och världsåskådning.